# Festival di San Sebastián 1958
La 6ª edizione del Festival internazionale del cinema di San Sebastián si è svolta al Teatro Victoria Eugenia di San Sebastián dal 19 al 29 luglio 1958.

## Selezione ufficiale

### Concorso
- ¿Adónde van nuestros hijos?, regia di Benito Alazraki
- Culpables, regia di Arturo Ruiz-Castillo
- Demasiado jóvenes, regia di Leopoldo Torres Ríos
- I diavoli verdi di Montecassino (Die grünen Teufel von Monte Cassino), regia di Harald Reinl
- El caso de un adolescente, regia di Emilio Gómez Muriel
- El hereje, regia di Francisco De Borja Moro
- El milagro de sal, regia di Luis Moya Sarmiento
- Ewa chce spać, regia di Tadeusz Chmielewski
- Hatha howa al’ob, regia di Salah Abu Seif
- I soliti ignoti, regia di Mario Monicelli
- La vie à deux, regia di Clément Duhour
- Nata di marzo, regia di Antonio Pietrangeli
- Notti di Pietroburgo, regia di Paul Martin
- Sangue toureiro, regia di Augusto Fraga
- Fatti bella e taci (Sois belle et tais-toi), regia di Marc Allégret
- Tam na konecne (o Dům na konečné), regia di Ján Kadár e Elmar Klos
- I vichinghi (The Vikings), regia di Richard Fleischer
- La donna che visse due volte (Vertigo), regia di Alfred Hitchcock
- L'incendiario (Violent Playground), regia di Basil Dearden
- Vuur, liefde en vitaminen, regia di Jef Bruyninckx

### Fuori concorso
- I Limni ton Pothon, regia di Giorgos Zervos
- Miyamoto Musashi kanketsuhen - Kettō Ganryūjima, regia di Hiroshi Inagaki
- Nove vite (Ni liv), regia di Arne Skouen

## Premi
- Concha de Oro: Ewa chce spać, regia di Tadeusz Chmielewski
- Concha de Plata al miglior regista:
  - Mario Monicelli, per I soliti ignoti
  - Alfred Hitchcock, per La donna che visse due volte (Vertigo)
- Concha de Plata alla migliore attrice: Jacqueline Sassard, per Nata di marzo
- Concha de Plata al miglior attore:
  - Kirk Douglas, per I vichinghi (The Vikings)
  - James Stewart, per La donna che visse due volte (Vertigo)